# Turul (folyóirat)
A Turul folyóirat az 1883-ban alakult Magyar Heraldikai és Genealógiai Társaság közlönye.

## A kezdetek
1883 és 1899 között Fejérpataky László, 1914-1924 között Áldásy Antal és Holub József szerkesztette.1943-ig negyedévente megjelenve szolgálta a heraldika, a diplomatika (oklevéltan), a szfragisztika (pecséttan) és a genealógia (családfakutatás) művelői és kedvelői érdeklődését.
Az első számban a tudós társaság alelnöke, a jeles családtörténész Nagy Iván így fogalmazza meg az egylet és egyben a folyóirat hitvallását: „Mi is egyetértünk a római költővel, hogy »Nobilitas sola est, atque unica virtus« (Mert az erény az egyetlen tiszta nemesség). Épp azért ennek külső emblemáit, a miket az emberi természet kiirthatatlan hajlama alkotott, a miket a kegyelet ápolt, a történelem registrált, s a művészet gyámolított: sem a tudomány, sem a nevelés nincs hivatva megsemmisíteni. Sőt, éppen társulatunknak és közlönyünknek a tudomány érdekében hivatása leszen ezen a téren az elfogúltság mérséklése; a téves fogalmaknak helyes irányba vezérlése; az ál- és hiú feltevések kiirtása, szóval a hazai származás- és czímertan alapos szakismereteinek a kor színvonalához mérten hiteles és tudományszerű művelése.”

## Megszűnése
A folyóirat hosszú ideig utolsó száma 1950-ben jelent meg (összevont 61–64. szám, 1947–1950). A hivatalos indok szerint a folyóiratot a neve miatt kellett megszüntetni: a Társaságot azzal vádolták, hogy köze volt egy, a '20-as években működő, szintén a turulról elnevezett szélsőjobboldali ifjúsági szervezethez. Ebből valójában egy szó sem volt igaz, a folyóiratot ugyanis jóval régebben alapították, mint a szélsőséges szervezetet. A Turul név az újság társlapjától, az ausztriai "Adler"-től ("Sas") származik, mivel az osztrákok sasának a magyar címermadár, a turul feleltethető meg leginkább.  Magyar Heraldikai és Genealógiai Társaság 1951. február 27-én felvett jegyzőkönyve szerint „… a Népművelésügyi Minisztérium a folyóirat régi címén, amely a Turul volt, a megjelenést nem engedélyezte.” A Rákosi-rendszer egyébként is ellenségesen tekintett a nemességgel összekapcsolt tudományágra, a heraldikát és a hasonló, "feudálisnak" bélyegzett segédtudományokat az egyetemi tanagyagból is eltávolították. Politikai indokok mellett anyagi okok is közrejátszottak, mivel a Társaságnak a második világháború után semmi vagyona nem maradt, és az állam támogatására sem számíthattak. 1951 és 1992 között a Turul nem jelent meg.

## A folyóirat újjászületése
A Turul több évtizedes szünet után 1992-ben jelent meg újra egy „1951–1992-es összevont kötet” formájában.
A szakmai közvélemény és a heraldika iránt érdeklődő nem hivatásos történészek körében már a rendszerváltás előtt jelentkezett az igény a Turul újjáélesztésére. Fügedi Erik és Vajay Szabolcs vezetésével 1991-ben indult kezdeményezés az 1883 és 1950 között 64 évfolyamban megjelent szakfolyóirat, a társadalomkutatás irányába bővítendő, korszerű igények szerinti felújítására és a Magyar Heraldikai és Genealógiai Társaság újjáalakulására. 1992. május 31-én három, a szakmában érdekelt intézmény, a Magyar Történelmi Társulat, a Magyar Országos Levéltár és a Magyar Heraldikai és Genealógiai Társaság képviselői együttműködési megállapodást írtak alá a közlöny kiadására.
Turul, kiadja: Magyar Történelmi Társulat, Magyar Országos Levéltár, Magyar Heraldikai és Genealógiai Társaság. ISSN 1216-7258
A Turul Kiadó könyvsorozatokat is adott közre, például: Magyar Női Szemle könyvtára

## Turul szerkesztői
- A Turul története.[2]

- 1883-1885: Nyáry Albert és Fejérpataky László

- 1886- 1896: Fejérpataky László

- 1897- 1900: Fejérpataky László és Schönherr Gyula

- 1901- 1906: Schönherr Gyula és Varjú Elemér

- 1907: Varjú Elemér

- 1908-1913: Áldásy Antal

- 1914-1923: Áldásy Antal és Holub József

- 1924-1929 : Áldásy Antal és Tóth László

- 1930-1931: Áldásy Antal és Czobor Alfréd

- 1932-1943: Czobor Alfréd

- 1944-1950: Bottló Béla

- 1992-2003: Nyulásziné Straub Éva, Pandula Attila, Rainer Pál

- 1994-2003: Kollega Tarsoly István, Nyulásziné Straub Éva, Pandula Attila, Rainer Pál

- 2000-2003: Draskóczy István, Kollega Tarsoly István, Nyulásziné Straub Éva, Pandula Attila, Rainer Pál

- 2003-2009: Draskóczy István, Kollega Tarsoly István, Nyulásziné Straub Éva, Pandula Attila, Rainer Pál, Csízi István (2008), Soós István (2000-2007)

- 2010: Rácz György (főszerkesztő), Katona Csaba (felelős szerkesztő), Debreczeni-Droppán Béla, Körmendi Tamás, Laczlavik György, Neumann Tibor, Soós István

- 2011-2017: Rácz György (főszerkesztő), Kovács Eleonóra (felelős szerkesztő), Debreczeni-Droppán Béla, Katona Csaba (2015-ig), Körmendi Tamás, Laczlavik György, Neumann Tibor, Soós István

- 2018: Rácz György (főszerkesztő), Debreczeni-Droppán Béla, Kovács Eleonóra, Körmendi Tamás, Laczlavik György, Neumann Tibor, Soós István

- 2019: Rácz György (főszerkesztő), Avar Anton, Kovács Eleonóra, Körmendi Tamás, Laczlavik György, Neumann Tibor, Soós István, Szakács Annamária

## Külső hivatkozások
- Borovszky Samu: Név- és tárgymutató a Turul 1883-1892. évfolyamához. Budapest, 1893
- Fekete Nagy Antal: Név- és tárgymutató a Turul 1893-1936. évfolyamaihoz. Budapest, 1937
- Turul
- Nyulásziné dr. Straub Éva: 115 éves a Turul
- Turul, 1883-1900
- Magyar folyóiratok tartalomjegyzékeinek kereshető adatbázisa
- Magyar Könyvszemle